# Skanderbeg
Georges Kastrioti (en albanais : Gjergj Kastrioti), plus connu sous le nom de Skanderbeg (en turc ottoman : اسکندر بگ, et en turc moderne : İskender Bey), né le 6 mai 1405 à Croïa de Jean Kastrioti, noble albanais, et d'une mère albanaise Vojsava Kastrioti (en),, et mort le 17 janvier 1468 à Lezhë, est un seigneur albanais du XVe siècle, considéré comme le héros national albanais pour sa résistance à l'Empire ottoman.
Le père de Skanderbeg était le seigneur albanais Jean (Gjon) Castriote et sa mère Vojsava Kastrioti (en), une princesse fille du seigneur de Polog (Macédoine du Nord actuelle), Dominicus alias Moncinus, lié à la famille Muzaka,. Son père, seigneur de la moyenne Albanie, avait été obligé par les Ottomans de payer un tribut à l'Empire. Pour s'assurer de la loyauté de ses dirigeants régionaux, le sultan avait l'habitude de prendre leurs enfants en otage et de les élever à la cour ottomane. En 1413, Georges Castriote et ses trois frères furent emmenés par le sultan turc, Mehmed Ier. Il suivit l'école militaire de l'Empire ottoman, avec le futur sultan Mourad II, qui monte sur le trône en 1421 après la mort de son père, Mehmed Ier. Le sultan Mourad II lui confie de hautes charges militaires. Skanderbeg remporta plusieurs victoires militaires en Asie, agrandissant l'Empire pour le compte des Turcs. Après la mort de son père, le prince Gjon, le sultan, au lieu de lui conférer le titre paternel, occupe l'Albanie et installe un gouverneur à Croïa, leur fief ancestral. Skanderbeg déclare son indépendance le 28 novembre 1443, hissant son drapeau rouge à l'aigle noir. Skanderbeg, ayant rejeté l'islam et l'Empire ottoman, devient défenseur de son pays et de la chrétienté dans les Balkans et l'Europe.
Il crée la ligue de Lezha le 2 mars 1444. Il rassemble la noblesse albanaise et parvient à tenir tête aux Turcs jusqu'à sa mort en 1468, en n'ayant sous ses ordres que quelques milliers d'hommes qu'il a lui-même formés et en faisant face à ce qui était alors une des plus importantes armées du monde. Il parvient à obtenir le soutien du royaume de Naples et des États pontificaux. Sa résistance entre dans la légende et a une répercussion jusque chez Ronsard ou Voltaire et fera même l'objet d'un opéra de Vivaldi, avant de devenir la figure centrale du nationalisme albanais.
Le surnom de Skanderbeg est d'origine turque : les Ottomans l'appellent Iskander Bey, c'est-à-dire « prince Alexandre », en référence à ses talents de chef militaire qui leur évoquent Alexandre le Grand. Par translittération, ce surnom est devenu Skënderbeu en albanais et Skanderbeg dans la plupart des langues européennes.

## Origine du nom
La forme originale du nom de famille, Castrioti (aussi Castriothi en 1408), apparaît dans l'historiographie albanaise moderne sous la forme Kastrioti. Dans les territoires slaves, Đurađ et Đorđe sont utilisés pour la traduction de son prénom. En 1450, son nom complet est écrit par son chancelier serbe Ninac Vukosalić en vieux cyrillique serbe sous la forme Đurađ Kastriot Skenderbeg i Arbanija. Gjergj est alors le dérivé albanais du nom latin Georgius. Charles du Fresne (1610-1688), écrivant en latin, utilisait Georgius Castriotus Scanderbegus dans son œuvre. Dans le dictionnaire albanais-latin de 1635 Dictionarium Latino-Epiroticum, Frang Bardhi affirme que Gjergj Kastrioti était communément appelé Dragon d'Arben et Dragon d'Épire par les citoyens de Croïa, et son nom mentionné comme Giec Caſtrioti (Gjeç moderne), une abréviation archaïque guègue du grec γεωργός / géōrgós, « qui travaille la terre, cultivateur ». Clement Moore, dans son travail biographique sur Skanderbeg (1850), a utilisé la forme Castriot.
Le nom de famille est dérivé du latin castrum, « forteresse, place forte »). Selon Fan Noli, ce nom de famille est un toponyme de Kastriot, ville dans le nord-est de l'actuelle Albanie. En 1463, son nom est écrit en latin : Zorzi Castrioti.
Les Turcs ottomans lui ont donné le nom de « اسکندر بگ », İskender bey ou İskender beğ, signifiant Seigneur Alexander, ou Chef Alexander. Skënderbeu, Skënderbej et Skanderbeg sont les versions albanaises, Skander étant la forme albanaise d'Alexandre. Latinisé dans la version de Barleti comme Scanderbegi et traduit en anglais comme Skanderbeg ou Scanderbeg, l'appellatif combiné est supposé avoir été une comparaison de la compétence militaire de Skanderbeg à celle d'Alexandre le Grand.

## Enfance

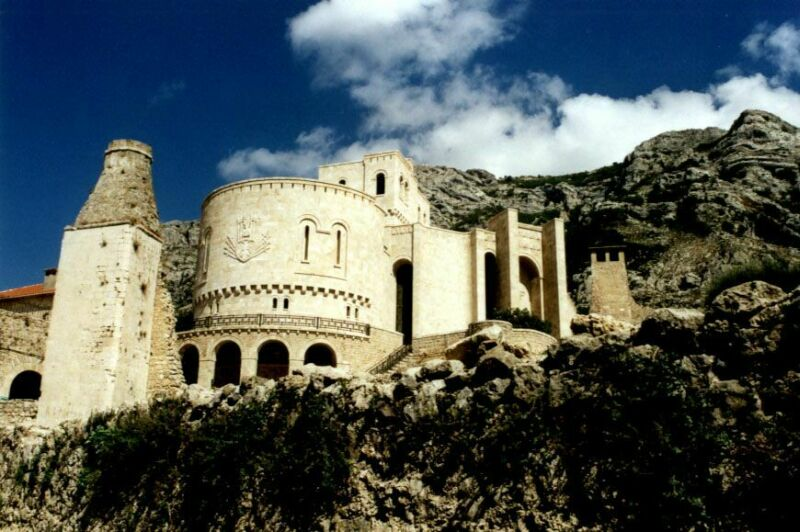
Le château de Skanderbeg à Croïa, aujourd'hui le musée Skanderbeg.

Né à Croïa, en Albanie, Skanderbeg appartenait à la famille Kastrioti (Castriote). Il est le fils de Jean (Gjon) Castriote, seigneur de la Moyenne Albanie qui comprend Mat, Croïa, Mirditë et Dibër, et de la princesse Voïsava Tripalda, fille du seigneur de Polog. Jean (Gjon) Castriote est de ceux qui, au début, s'opposent à l'incursion du sultan Ottoman Mehmed Ier, mais sa résistance n'est pas efficace. Il perdit la guerre contre les Turcs en 1413. Le sultan Mehmed Ier accepte sa soumission, l'obligeant à lui rendre hommage. Pour s'assurer de sa fidélité, ses quatre fils Georges, Reposio, Constantin et Stanisha Kastrioti sont emmenés comme otages pour servir dans l'armée turque. Tous, sauf Georges, connaissent une mort violente.

## Succès dans l'armée ottomane
Skanderbeg (Iscander-Bey) se distingue comme l'un des meilleurs officiers du sultan (Mourad II) dans plusieurs campagnes des Ottomans en Europe et en Asie Mineure. Cela lui vaut d'être nommé général (pacha). Il combat notamment les Byzantins, les Perses et les Syriens. Certaines sources prétendent qu'il entretient des liens secrets avec la cité dalmate de Raguse, avec Venise, avec Ladislas Ier de Hongrie et Alphonse Ier de Naples. Le sultan Mourad II lui fait confiance dans ses opérations militaires en Asie Mineure.
À la mort de son père, le prince Gjon, le sultan ne le nomme pas comme son successeur. Skanderbeg fait semblant d’obéir au sultan[réf. nécessaire]. Bien que respecté et glorifié, il a le mal du pays. Après la mort de son père et l'empoisonnement de ses frères, Skanderbeg cherche un moyen de retourner en Albanie pour aider ses compatriotes à se soulever contre les forces ottomanes.

## Le combat pour la libération de l’Albanie

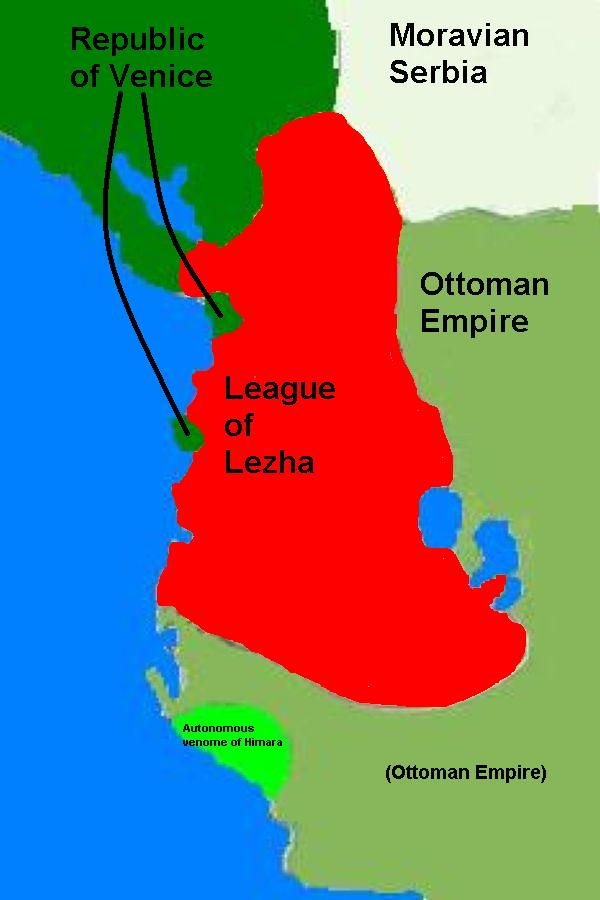
Territoire occupé par la ligue de Lezhë.

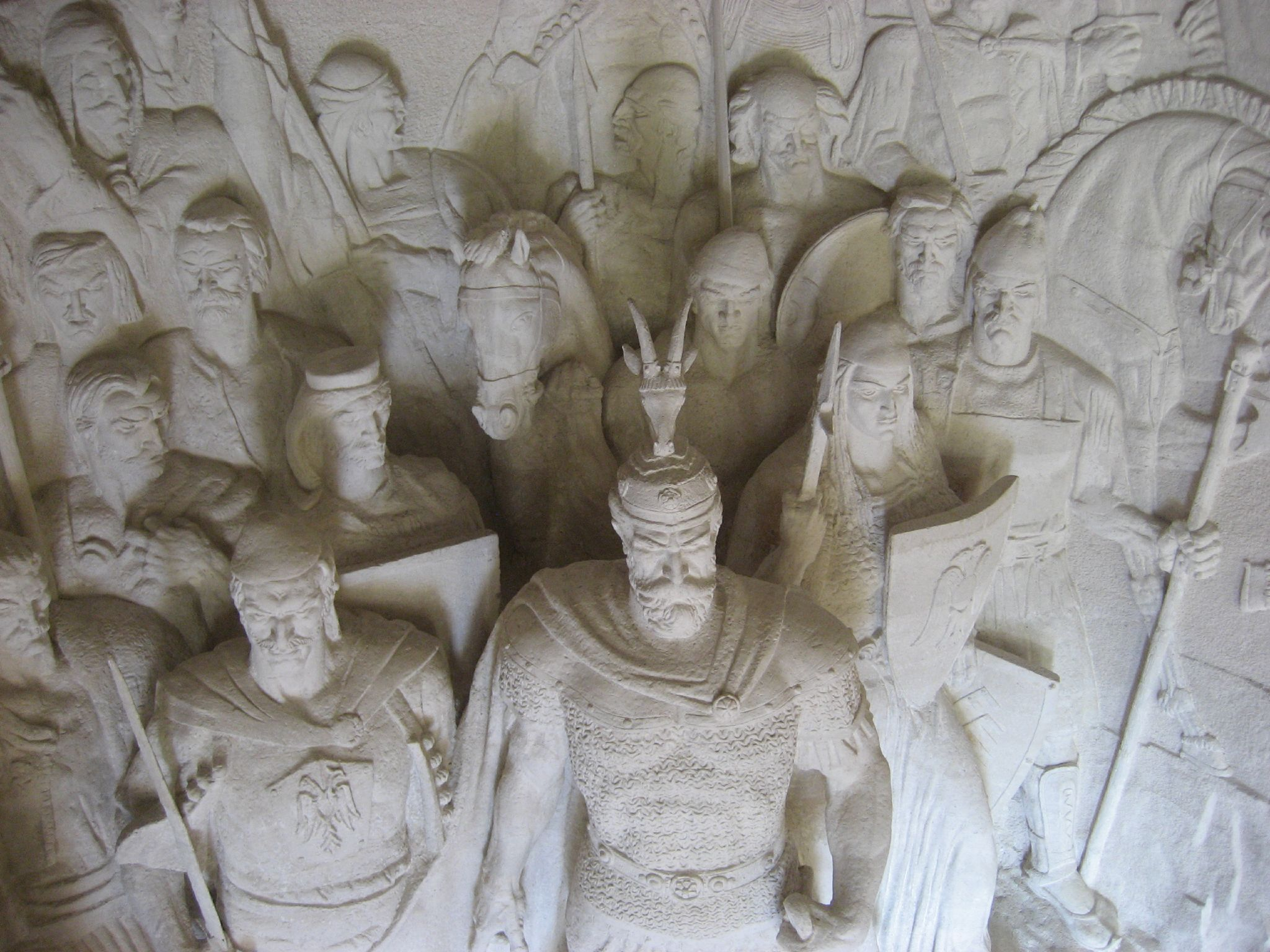
Représentation de la résistance de Georges Castriote.

En 1443, Skanderbeg trouve l'occasion d'un soulèvement pendant la bataille qui l'opposa aux Hongrois menés par Jean Hunyadi à Niš, actuellement au sud de la Serbie. Il change de camp avec d'autres combattants albanais servant dans l'armée ottomane et s'empare le 28 novembre 1443 de Croïa, le fief de son père en Albanie centrale. Il dresse au-dessus du château le drapeau de ses armoiries (rouge avec un aigle noir bicéphale), et prononce ces paroles : « Je n'ai pas apporté la liberté, je l'ai trouvée ici parmi vous. » Il réussit ensuite à unir les princes albanais contre les Turcs au sein de la ligue de Lezhë en 1444. C'est le début de l'épopée héroïque des Albanais contre l'occupant, utilisant le terrain montagneux à leur avantage, comme lors de la bataille de Torvioll, le 29 juin 1444. Skanderbeg inflige de rudes défaites aux troupes turques.
Pendant les 23 années qui suivirent, il tient tête à la plus grande armée de l'époque alors que le nombre de ses combattants n'excède pas 20 000 hommes. En 1450, l'armée ottomane conduite par le sultan Mourad II en personne échoue devant Croïa (Krujë). En 1464, sur la médiation de l'archevêque de Durrës Pal Engjëlli, Lekë Dukagjini quitte le camp ottomans et se rallie à Skanderbeg. Les deux personnages resteront inséparables dans la mémoire albanaise. En deux autres occasions, en 1466 et 1467, Mehmed II, le conquérant de Constantinople, est également repoussé par Skanderbeg, après avoir perdu vingt-quatre batailles et échoué à prendre Croïa.

## Relations avec les États chrétiens
Les succès militaires de Skanderbeg attirent l'attention et l'admiration des États pontificaux, de Venise et de Naples, inquiets de l'extension de la puissance ottomane en mer Adriatique. Skanderbeg sait en tirer habilement profit et obtient par la diplomatie de l'argent, du ravitaillement et même des troupes en provenance des trois États italiens. Son ambassadeur à Venise, Pal Engjëlli, négocie le soutien de la Sérénissime République. Son partisan le plus fidèle et puissant est le roi de Naples Alphonse le Magnanime, qui le prend sous sa protection en 1451, peu après la deuxième victoire contre Mourad II. Outre son aide financière, le roi de Naples s'engage à fournir au dirigeant albanais des troupes, des équipements militaires et à l'abriter, lui et sa famille, en cas de besoin.
En tant que défenseur actif de la chrétienté dans les Balkans, Skanderbeg est également impliqué dans la politique extérieure de quatre papes, dont Pie II, l'humaniste, écrivain et diplomate de la Renaissance, qui lui octroie le titre d’Athleta Christi. Profondément éprouvé par la chute de Constantinople en 1453, Pie II essaie d'organiser une nouvelle croisade contre les Turcs, sous le commandement de Skanderbeg. Mais la croisade échoue à la suite de la mort du pape à Ancône. Il avait fait de son mieux pour venir en aide à Skanderbeg, à l'image de ses prédécesseurs Nicolas V et Calixte III. Cette politique est poursuivie par son successeur, Paul II.

## Postérité

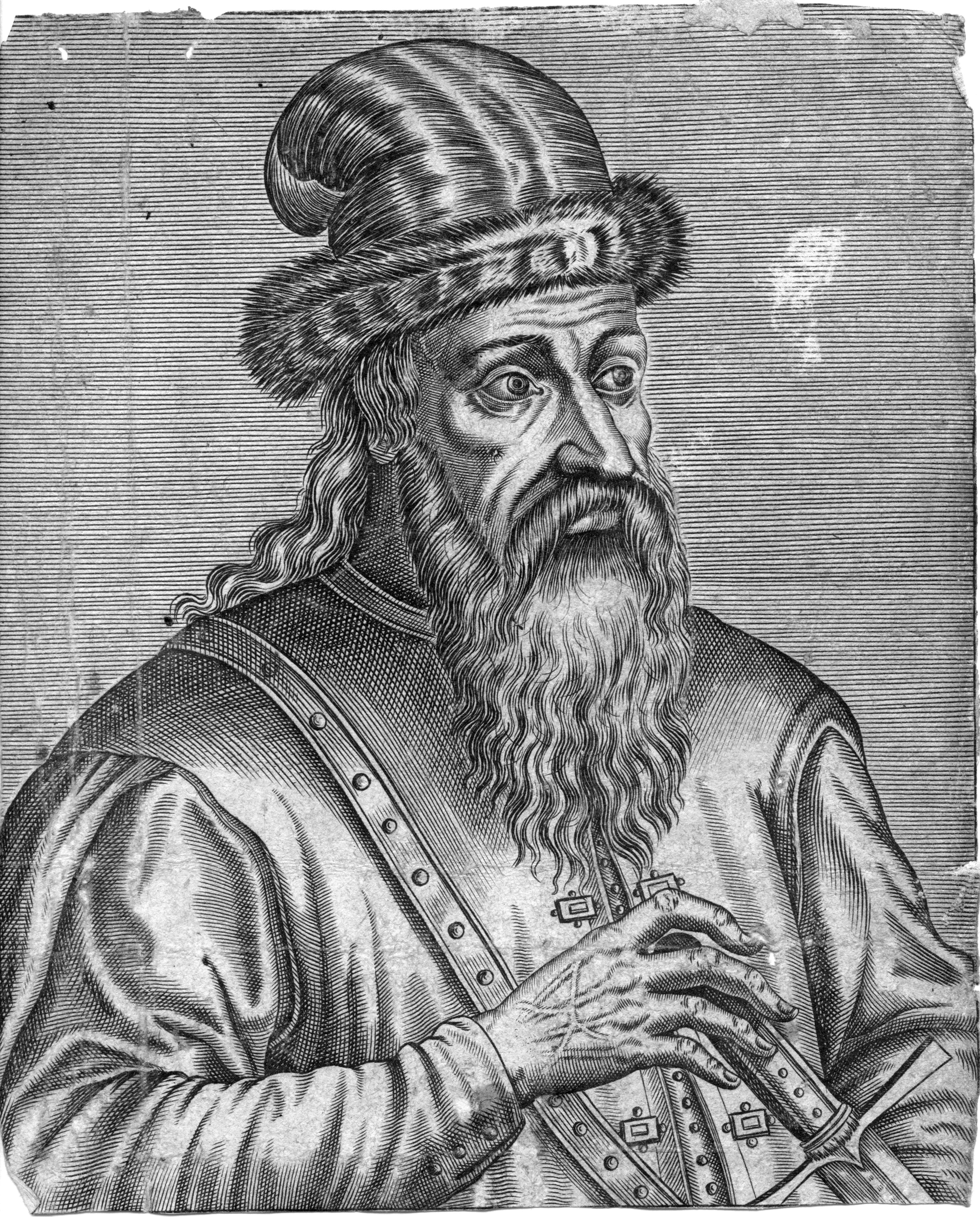

Skanderbeg meurt de mort naturelle en 1468 à Lezhë et est inhumé dans la cathédrale Saint-Nicolas de cette ville. Après sa mort, son armée réussit à contenir les Turcs pendant encore douze ans. En 1480, l'Albanie est reconquise par l'Empire ottoman. La même année, ils envahissent l'Italie où ils conquièrent la ville d'Otrante.
La renommée posthume de Skanderbeg dépasse les frontières de son pays. Voltaire pensait que l'Empire byzantin aurait survécu s'il avait eu à sa tête un dirigeant de cette qualité. Des poètes et des compositeurs ont également été inspirés par sa carrière militaire. Pierre de Ronsard lui a dédié un poème, tout comme le poète américain Henry Wadsworth Longfellow. Antonio Vivaldi a composé un opéra appelé Scanderbeg. Il existe de nombreux monuments en l'honneur de Scanderbeg, non seulement en Albanie, au Kosovo et en Macédoine du Nord, mais un peu partout en Europe, notamment à Rome, Bruxelles, Londres et Genève, où une statue lui est consacrée dans le jardin du Palais William Rappard, siège de l'OMC.

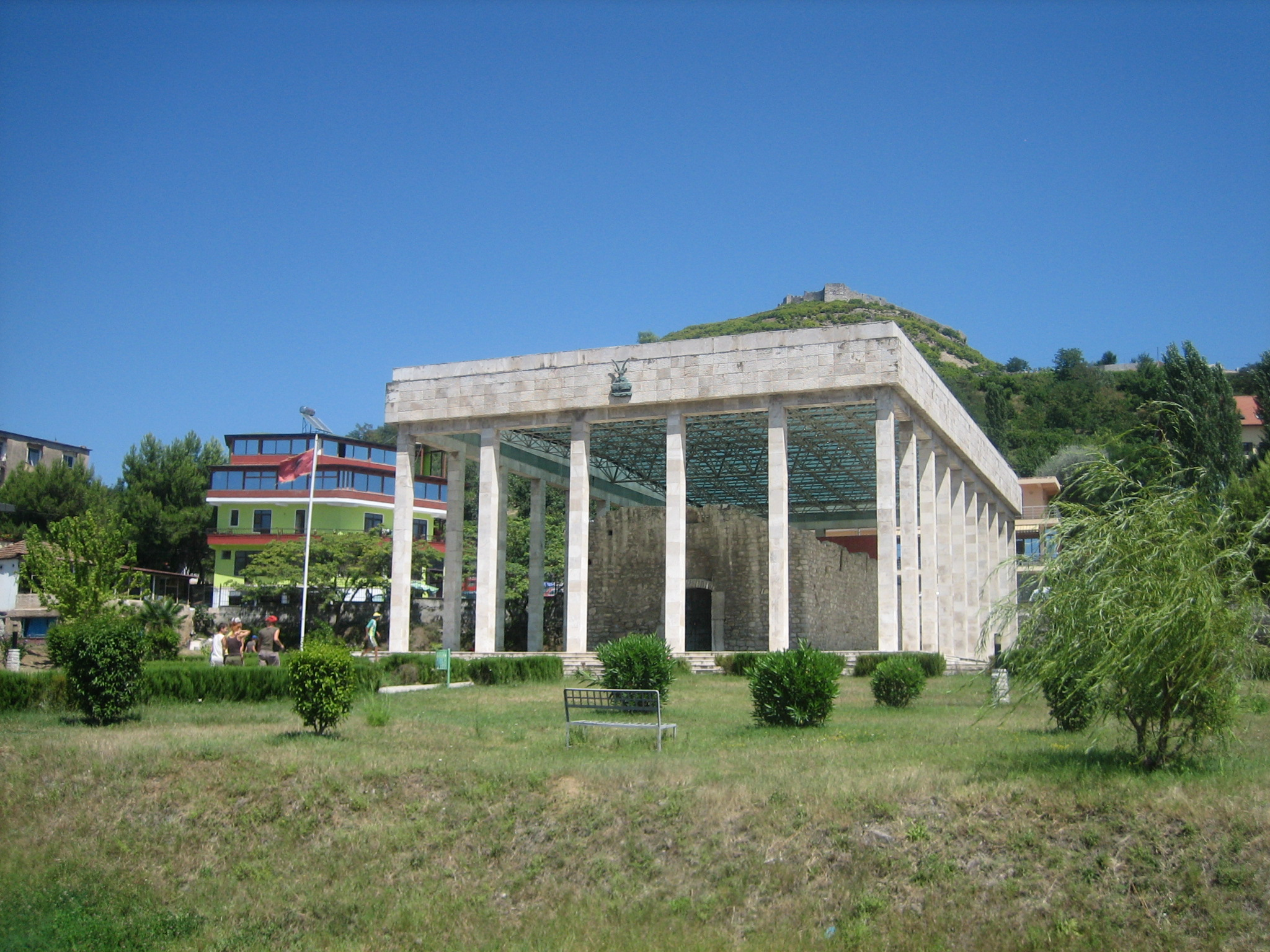
Mausolée de Skanderbeg à Lezhë.

Skanderbeg est aujourd'hui le héros national des albanais. Il est souvent considéré comme un défenseur historique de l'Europe. Sa dépouille repose aujourd'hui dans un mausolée englobant les ruines de la cathédrale Saint-Nicolas à Lezhë.

## Blason

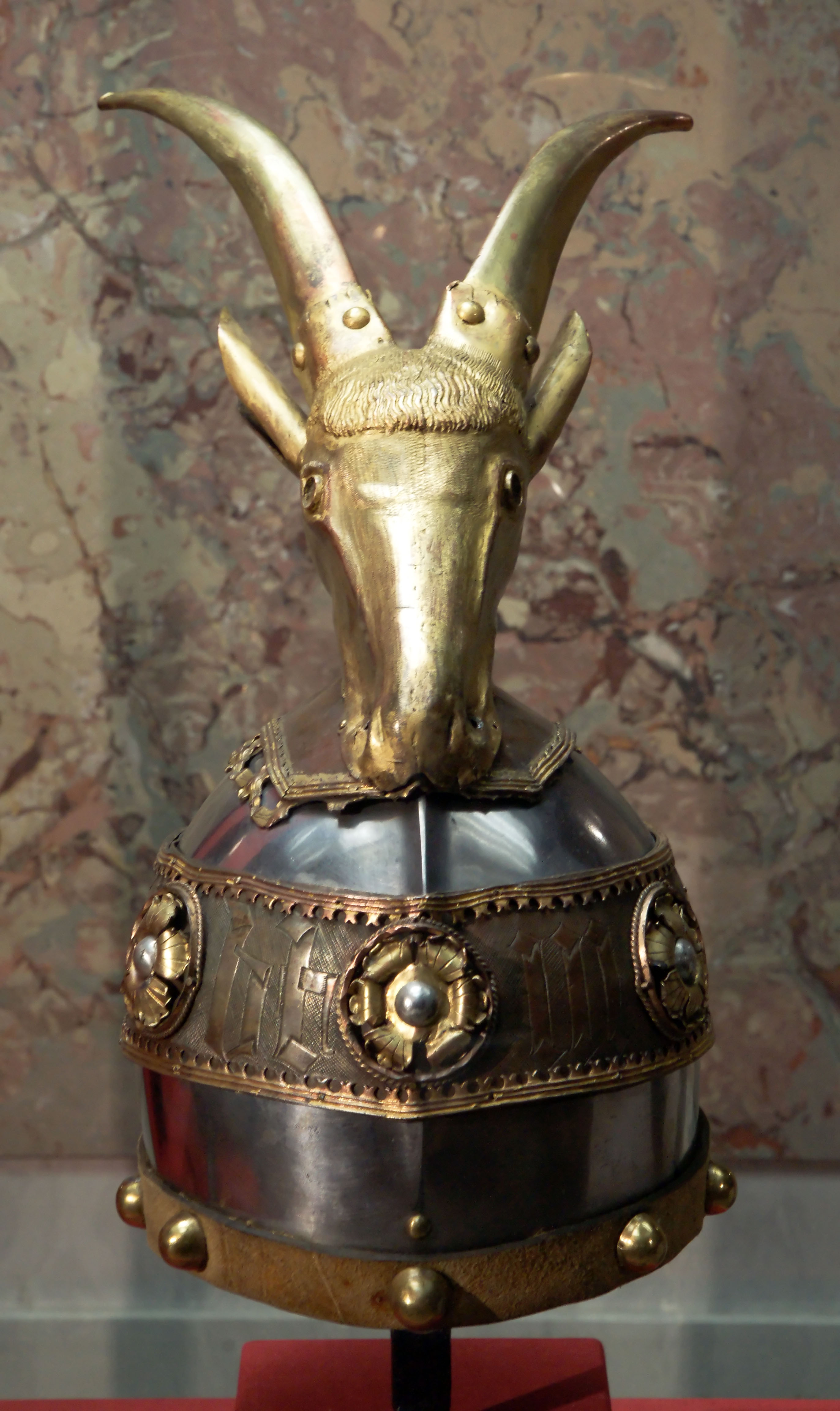
La couronne de Skanderbeg.

Sur les armes du Royaume d'Albanie que fonda Ahmet Zogu en 1928, l'aigle bicéphale noir de l'Albanie est surmonté d'une tête de chèvre. Représentatif de ce pays de pâturages et d'élevage, cet animal aurait, selon la légende, permis la victoire de l'Albanie lors d'une bataille au XVe siècle. En effet, Skanderbeg eut l'idée de fixer des bougies sur les cornes des chèvres lorsque l'armée de Murad II entra dans le pays. Voyant en pleine nuit un nombre incroyable de torches qu'il prit pour autant de combattants ennemis, le sultan fit demi-tour. Cette ruse sauva momentanément le pays.

## Dans la culture

### Filmographie
- 1953 : L’Indomptable Skanderbeu (Skënderbeu), de Sergueï Ioutkevitch (coproduction Union soviétique-Albanie).
- 2007 : The Warrior King (production Illyria Entertainement).

### Littérature
- 1480 : premier livre en latin publié par Demetrio Franco à Venise, l'original est perdu, mais il en reste la traduction italienne, en 1531, 1545 et de suite. Traduit et publié en albanais en 2005.
- 1508 : Historia de Vita et gestis Scanderbegi, Marin Barleti, Rome.
- 1539 : Commentario delle cose de Turchi et del Sig. Giorgio Scanderbeg, prencipe d'Epyrro, Paolo Jovio, Venise.
- 1576 : Histoire de Georges Castriote, surnommé Scanderbeg, roy d'Albanie, Jacques de Lavardin, Paris, G. Chaudière.
- 1584 : Gli illustri et gloriosi gesti et vittoriose imprese del Sig. D. Giorgio Castriotto detto Scanderbeg principe d'Epiro, Demetrio Franco, Venise.
- 1644 : Scanderbeg, roman anonyme attribué à Chevreau (Barbier 16839). Paris, Toussainct Quinet (2 volumes in-8).
- 1732 : Scanderbeg, ou les Aventures du prince d'Albanie, roman anonyme attribué à Chevilly (Barbier 16840). Paris, C.-J.-B. Delespine et G.-A. Dupuis (2 volumes in-12).
- 1854 : Exploits héroïques de Scanderbeg, roi d'Albanie, le Père Duponcet.
- 1970 : Historia e Skënderbeu, Fan Noli, Tirana.
- 1970 : Les Tambours de la pluie, Ismaïl Kadaré.
- 2022 : Die Erweiterung, Robert Menasse, trad. fr. Ph. Giraudon, L'Élargissement, Verdier, 2023.

### Musique
- 1718 : Scanderbeg, opéra d’Antonio Vivaldi sur un livret d’Antonio Salvi.
- 1735 : Scanderberg, tragédie en musique, livret d’Antoine Houdar de La Motte, musique de François Francœur et François Rebel.

### Sculpture
À Rome, il y a un monument équestre sur la place Albania depuis 1942. À Tirana existe un buste de bronze du sculpteur Odhise Paskali de 1936. Des monuments équestres de Scanderbeg sont présents à Tirana (Monumenti i Skënderbeut në Tiranë), Croïa, Pristina, Skopje et aux États-Unis[Où ?]. Une statue en bronze de Skanderbeg se trouve depuis 1968 sur la place Prévost-Delaunay, près du parc Josaphat, dans la commune belge de Schaerbeek. À Genève un buste en bronze se trouve dans le parc de l'OMC. À Londres, un buste en bronze de Skanderbeg, « invincible héros national Albanais, défenseur de la civilisation occidentale », a été érigé en 2012, à l'occasion du centenaire de l'indépendance de l'Albanie au Lady Samuel's Garden.

### Sport
Le club de football de la ville de Koritza, fondé en 1909 sous le nom de Vllazëria Korçë, a été renommé Skënderbeu Korçë en hommage à Skanderbeg en 1925.

### Odonymes
En 1978, la place Skanderbeg dans le 19e arrondissement de Paris prend son nom.
Depuis 1566, il y a à Rome une rue et une place Skanderbeg ainsi que le palais Scanderbeg.

### Jeu vidéo
Dans le jeu Europa Universalis IV, Skanderbeg est à la tête de l’Albanie pour les parties commencées en 1444 et est le meilleur général disponible en début de jeu.